# Котчозеро
Котчозеро (Котч-озеро, Котчезеро, Кочезеро) — озеро на территории Поросозерского сельского поселения Суоярвского района Республики Карелии.

## Общие сведения
Площадь озера — 2,8 км², площадь водосборного бассейна — 193 км². Располагается на высоте 172,6 метра над уровнем моря.
Форма озера продолговатая: оно вытянуто с северо-запада на юго-восток. Берега изрезанные, каменисто-песчаные, местами заболоченные.
В северо-западную оконечность озера втекает безымянный водоток, несущий воды из цепочки озёр: Авегенлампи → Сурьярви → Писто → Чинозеро → Котчозеро.
Из юго-восточной оконечности озера вытекает река Минанйоки (в нижнем течении — Гумарина), которая, протекая через цепочку озёр Таразмо → Совдозеро (с притоком из Сергозера) → Хейзъярви → Руагъярви → Маймъярви → Пейярви, впадает в реку Ломнезерку, впадающую в озеро Селецкое.
В озере расположено не менее шести безымянных островов различной площади.
С севера озеро огибает шоссе 86К-14 («Суоярви — Юстозеро — (через Поросозеро) — Медвежьегорск»).
Код объекта в государственном водном реестре — 02020001111102000007178.